# Mol (eenheid)
| Kleinere eenheden | Kleinere eenheden | Kleinere eenheden |
| factor            | naam              | symbool           |
| ----------------- | ----------------- | ----------------- |
| 10−6              | micromol          | μmol              |
| 10−3              | millimol          | mmol              |
| 1                 | mol               | mol               |

De mol (meervoud molen) is een van de zeven basiseenheden in het SI-stelsel, het Internationaal Stelsel van Eenheden. Het is de eenheid voor chemische hoeveelheid. Het gehanteerde symbool is eveneens 'mol'. Een hoeveelheid van 1 mol komt overeen met precies 6,022 140 76 × 1023 deeltjes, zoals atomen, moleculen, ionen of bepaalde groeperingen van dergelijke deeltjes.
De mol wordt veel gebruikt in de scheikundige berekeningen, met name om hoeveelheden reactanten en producten van chemische reacties uit te drukken. De chemische vergelijking 2 H2 + O2 → 2 H2O geeft bijvoorbeeld aan dat voor elke twee mol diwaterstof (H2) en één mol dizuurstof (O2), twee mol water (H2O) wordt gevormd. De concentratie van een oplossing wordt gewoonlijk uitgedrukt in molariteit: de hoeveelheid opgeloste stof in mol per volume-eenheid oplossing, doorgaans in mol per liter (mol/L).

## Definitie
Een mol was tot 19 mei 2019 gedefinieerd als de hoeveelheid stof (materie/antimaterie) van een systeem dat evenveel deeltjes bevat als er atomen zijn in 12 gram koolstof-12.  Sinds 20 mei 2019 wordt de mol gedefinieerd als de hoeveelheid stof die exact 6,022 140 76 × 1023 deeltjes bevat. Dit aantal is de vaste numerieke waarde van de constante van Avogadro, {\displaystyle N_{\mathrm {A} }}, wanneer deze uitgedrukt wordt in mol−1.
De deeltjes kunnen moleculen of atomen, maar ook ionen of subatomaire deeltjes zijn, zoals elektronen. Indien bij gebruik van de mol het type deeltje niet wordt gespecificeerd, zal uit de context volgen welk deeltje wordt bedoeld: moleculaire stoffen bestaan uit moleculen, dus met 'een mol water' worden 6,02214076 × 1023 watermoleculen bedoeld. Natriumchloride (keukenzout) is een zout met de formule NaCl, dat uit natrium- en chloride-ionen bestaat. Eén mol natriumchloride bevat daarom ook één mol natriumionen en één mol chloride-ionen.
Een mol van een bepaalde stof heeft een massa (in gram) die gelijk is aan de massa van het molecuul of het atoom van die stof uitgedrukt in u (atomaire massa-eenheid). Dit heet de molaire massa. Water heeft bijvoorbeeld een molecuulmassa van 18,016 u, dus een molaire massa van 18,016 g/mol. Ofwel: 1 mol water heeft een massa van 18,016 gram. Tot 19 mei 2019 had 1 mol koolstof-12 per definitie een massa van 12 gram en was de molaire massa van koolstof-12 exact gelijk aan 12 g/mol.

## Afgeleide eenheden

### Millimol
Een millimol (symbool: mmol) is een duizendste deel van een mol. Een millimol is dus 0,001 mol (10−3 mol). Deze eenheid wordt hoofdzakelijk gehanteerd in de organische synthese op laboratoriumschaal voor het uitdrukken van de hoeveelheden reagentia.

### Micromol
Een micromol (symbool: μmol) is een miljoenste deel van een mol. Een micromol is dus 0,000 001 mol (10−6 mol).
De micromol is een eenheid die in de praktijk veel wordt gebruikt. In de assimilatieverlichting drukt men de lichtstroom fotonen van een groeilamp uit in μmol/s en de verlichtingssterkte in µmol/m²·s, eerder dan in lux.
In de medische wereld worden veel concentraties van monsters en geneesmiddelen uitgedrukt in micromol per liter of μmol/ml. In Angelsaksische literatuur wordt voor micromol per liter het symbool μM gebruikt.

## Geschiedenis

### 18e eeuw
In de 18e eeuw werd de overgang van de alchemie naar de chemie onder andere gemarkeerd door het verschuiven van de aandacht voor het kwalitatieve naar het kwantitatieve. Een van de zaken die opvielen was dat stoffen steeds in dezelfde massaverhouding met elkaar reageerden. Direct duidelijk was dat niet, omdat de basiselementen nog niet bekend waren. 
Een eerste probleem bestond uit het feit dat een deel van de stoffen gasvormig is en dan dus moeilijk te wegen (zuurstof in de oxidatie van kwik, Lavoisier). Een tweede probleem werd gevormd door het feit dat een aantal elementen meerdere waardigheden kan hebben (ijzer in ijzer(II)oxide en ijzer(III)oxide). Een derde probleem werd gevormd doordat sommige stoffen als "losse" atomen voorkomen, andere steeds in twee- of meeratomige moleculen, soms komt een element in meerdere moleculaire vormen voor (allotropie van bijvoorbeeld zuurstof als gewone O2 en ozon, O3). In de eerste helft van de negentiende eeuw werd een steeds langere lijst met massaverhoudingen opgebouwd voor steeds meer verbindingen.
Door het idee dat tijdens een chemische reactie niet "de stof ijzer" met "de stof zwavel" reageert, maar dat een ijzeratoom met een zwavelatoom reageert kon de massaverhouding van de reactie vertaald worden in de massaverhouding van de atomen. De eenheid voor de massa van atomen en de grootte konden eerst niet vastgesteld worden. Door de keuze: "waterstof is het lichtste element, daarvan noemen we de massa "1,000" en voorbijgaand aan het verschijnsel isotoop geldt dan: In één gram waterstof zit een vast (in de eerste helft van de 19e eeuw nog niet bekend) aantal atomen. Een koolstofatoom is 12 keer zo zwaar als een waterstofatoom, dus in 12,00 gram koolstof zitten evenveel atomen als in 1,00 gram waterstof. De hoeveelheid stof waarvan de massa in gram overeenkwam met het verhoudingsgetal van de atoommassa van het element ten opzichte van waterstof werd een grammol genoemd.

### 19e eeuw
Met de mogelijkheden die in het eind van de 19e eeuw ontwikkeld werden om atoommassa's A te bepalen, werd het mogelijk de volgende breuk uit te rekenen:
{\displaystyle A={\frac {m_{\text{g}}}{m_{\text{a}}}}}
Hierin is :
- A de atoommassa
- mg de massa van één grammol-element
- ma de massa van één atoom-element

Met deze formule kon het aantal deeltjes in één grammol bepaald worden. Omdat er eigenlijk sprake was van een aantal deeltjes in plaats van een massa, leidde tot het schrappen van de massa-aanduiding 'gram' in de naam van het begrip. Er werd alleen nog maar over mol gesproken.
De volgende aanpassingen hadden vooral een praktische achtergrond: waterstof is als ijkpunt voor de massa-schaal niet handig. Van veel elementen zijn geen waterstofverbindingen bekend. Zuurstof vormt wel verbindingen met bijna alle elementen en is dus veel handiger als ijkpunt. Lange tijd is de definitie dan ook geweest: een mol is de hoeveelheid stof (materie) van een systeem dat evenveel deeltjes bevat als er atomen zijn in 16 gram zuurstof-16. De laatste aanpassing is de overgang naar de definitie die hierboven is aangegeven.
Voor het praktische werk in het laboratorium zijn de verschuivingen van de basis van de massadefinitie niet belangrijk, de verschillen zitten in het derde of vierde cijfer achter de komma. Voor zwaardere atomen en grotere moleculen zijn echter grotere verschillen mogelijk. De achtergrond daarvan is dat tijdens de vorming van zwaardere atomen meer bindingsenergie is vrijgekomen. Via de bekende formule E = mc2 betekent dat een massaverlies. Dit verlies wordt per atoom groter voor zwaardere atomen. Voor grotere moleculen van lichtere atomen maken vele kleintjes toch een groot massaverlies.
De mol is in 1972 toegevoegd aan de basiseenheden van het SI-stelsel.

### 2019
Volgens de herdefinitie van de basiseenheden, waaronder ook een herdefinitie van de mol, correspondeert de mol sindsdien met een aantal deeltjes exact gelijk aan de constante van Avogadro NA. De constante van Avogadro wordt daarbij zo gedefinieerd dat de massa van een mol koolstof-12-atomen op het moment van definitie met zo groot mogelijke nauwkeurigheid 12,0000..  gram is.  De nauwkeurigheid zal echter eindig zijn en de massa van een mol koolstof-12-atomen zal niet meer per definitie exact 12 gram zijn, maar naarmate de techniek voortschrijdt meetbaar van exact 12 g gaan verschillen.